# Kiss of Death (альбом IC3PEAK)
Kiss Of Death (стилизировано под маюскул; рус. Поцелуй смерти) — шестой студийный альбом российского дуэта IC3PEAK. Альбом был выпущен 22 апреля 2022 года на независимом лейбле через дистрибьютора ONErpm.
Альбом состоит из 12 песен, среди них совместные композиции с Оливером Сайксом из Bring Me the Horizon, Grimes и Kim Dracula.

## Релиз
Альбом был выпущен 22 апреля 2022, в него вошли ранее выпущенные синглы «Vampir», «Червь / Worm» и «Dead But Pretty», на последний сингл был выпущен видеоклип сразу после его выхода.

## Список композиций
Все тексты написаны IC3PEAK, вся музыка написана IC3PEAK.
| №                   | Название                                                        | Текст песни              | Длительность |
| ------------------- | --------------------------------------------------------------- | ------------------------ | ------------ |
| 1.                  | «Kiss of Death»                                                 | IC3PEAK                  | 2:23         |
| 2.                  | «Vampir» (совместно с Оливером Сайксом из Bring Me the Horizon) | IC3PEAK, Оливер Сайкс    | 2:22         |
| 3.                  | «Last Day / Новый День» (совместно с Граймс)                    | IC3PEAK, Граймс          | 3:06         |
| 4.                  | «Bad Night»                                                     | IC3PEAK                  | 2:21         |
| 5.                  | «Червь / Worm» (совместно с Kim Dracula)                        | IC3PEAK, Сэмюэл Уэллингс | 2:53         |
| 6.                  | «Let's die together, Я не шучу»                                 | IC3PEAK                  | 2:39         |
| 7.                  | «Are you scared? I am not»                                      | IC3PEAK                  | 3:00         |
| 8.                  | «Мне хотелось умереть, а теперь не хочется»                     | IC3PEAK                  | 1:03         |
| 9.                  | «Dead But Pretty»                                               | IC3PEAK                  | 2:45         |
| 10.                 | «I’m not evil, I’m sad»                                         | IC3PEAK                  | 2:31         |
| 11.                 | «Любовь Как Яд»                                                 | IC3PEAK                  | 2:33         |
| 12.                 | «Let It Go»                                                     | IC3PEAK                  | 2:37         |
| Общая длительность: | Общая длительность:                                             | Общая длительность:      | 30:18        |

## Состав записи
- Анастасия Креслина — вокал, основной исполнитель (1-12 треки)
- Николай Костылев — продюсер (1-12 треки)
- Оливер Сайкс — вокал, приглашённый исполнитель (2 трек)
- Grimes — вокал, приглашённый исполнитель (3 трек)
- Kim Dracula — вокал, приглашённый исполнитель (5 трек)